# Chlamydochaera jefferyi
Chlamydochaera jefferyi là một loài chim trong họ Turdidae.